# Chlamydopsis latipes
Chlamydopsis latipes är en skalbaggsart som beskrevs av Lea 1919. Chlamydopsis latipes ingår i släktet Chlamydopsis och familjen stumpbaggar. Inga underarter finns listade i Catalogue of Life.